# Max Bajetto
Max Louis Frans Bajetto (Meester Cornelis (Ned.-Indië), 22 april 1881 – 's-Gravenhage, 14 april 1956) was een Nederlands vlagofficier in het Koninklijk Nederlandsch-Indisch Leger en een politicus voor de Roomsch-Katholieke Staatspartij, Katholieke Volkspartij, Lijst-Welter en de Katholiek Nationale Partij.

## Opleiding
Bajetto, zoon van een Duitse vader en Indische moeder, is geboren en getogen in Nederlands-Indië. Hij volgde de lagere school in Batavia, en de Hogere Burgerschool te Breda. Vervolgens werd hij op de cadettenschool in Alkmaar en op de Koninklijke Militaire Academie klaargestoomd voor een carrière in het leger. Later zou hij van 1910 tot 1914 nog een opleiding genieten op de Hogere Krijgsschool te Den Haag.

## Militair
Na zijn opleiding aan de KMA werd Bajetto tweede luitenant der infanterie in het Oost-Indisch Leger (1903 - 1910), in die periode trouwde hij ook. Na zijn nadere opleiding in Den Haag werd hij in 1916 adjudant van een commandant bij het Oost-Indisch Leger in Bandoeng (1916 - 1918) en aansluitend werd hij chef (kapitein der infanterie) van de tweede militaire afdeling te Magelang (1918 - 1923). Na een verlof in continentaal Nederland werd hij bevorderd tot kapitein-adjudant in Palembang (1925 - 1926) en commandant (majoor) van het vijftiende bataljon te Meester Cornelis, zijn geboorteplaats (1926 - 1928).
In 1928 werd hij overste (luitenant-kolonel) op Ambon en in 1931 commandant (kolonel) van het vijfde regiment in Semarang. In 1933 werd hij uiteindelijk bevorderd tot generaal-majoor van het KNIL, en werd hij als commandant van de eerste divisie en eerste militaire afdeling gestationeerd in Batavia. In 1937 zwaaide hij af als titulair luitenant-generaal en keerde hij terug naar Nederland, waar hij zich in Den Haag vestigde.

## Politiek
Bajetto was tijdens zijn periode in Indië al actief betrokken bij de Katholieke Sociale Actie (hij was onder meer penningmeester en voorzitter van de Centrale Raad van de Nederlandsch-Indische Katholieke Sociale Bonden), en na zijn pensionering en terugkeer naar Nederland werd hij gekozen in de Tweede Kamer der Staten-Generaal namens de RKSP. Hij was woordvoerder Indische Zaken van zijn fractie, en verscheen op prinsjesdag in zijn generaalsuniform.
In 1938 verzette Bajetto zich heftig tegen de 'Dominion-status' die men in gedachten had voor Nederlands-Indië. Hij was een voorstander van krachtige handhaving van het rijksverband. In 1945 stemmen hij en Charles Ruijs de Beerenbrouck als enigen van hun fractie voor de Motie-Schouten om de Tijdelijke Staten-Generaal volledige parlementaire rechten toe te kennen. Hij zou slechts tot 1948 lid blijven van de na de oorlog gevormde Katholieke Volkspartij, wanneer hij zich aansluit bij Charles Welter en zijn Katholiek Nationale Partij. Hoewel Bajetto hoog op de lijst (formeel: Lijst-Welter) kwam, de tweede plaats, werd hij niet gekozen omdat de partij slechts één zetel behaalde in de verkiezingen. Van 1949 tot 1952 was hij wel voorzitter van de partij, en van 1952 tot 1954 vicevoorzitter. Daarna zou hij worden benoemd tot erelid.
Bajetto is benoemd tot Commandeur in de Orde van H. Gregorius de Grote, militaire klasse.